# Station Dinan
Station Dinan is een spoorwegstation in de Franse gemeente Dinan. Het wordt bediend door treinen van het netwerk TER Bretagne als beginpunt van de trajecten naar Saint-Brieuc en Dol-de-Bretagne.